# Platja de Sant Lorenzo (Melilla)
La platja de Sant Lorenzo està situada a la ciutat autònoma de Melilla, Espanya. Té una longitud d'uns 240 metres i una amplada mitjana de 100 metres. Estava ocupada per barraques fins que entre novembre de 1926 i febrer de 1927 van ser enderrocades a causa de l'alta possibilitat que fossin destruïdes pels temporals. Està formada per les sorres del desmuntat Cerro de Sant Lorenzo, a més del dragatge realitzat per l'alcalde Enrique Cobrero Acer.